# Bergbaumuseum Siciliaschacht

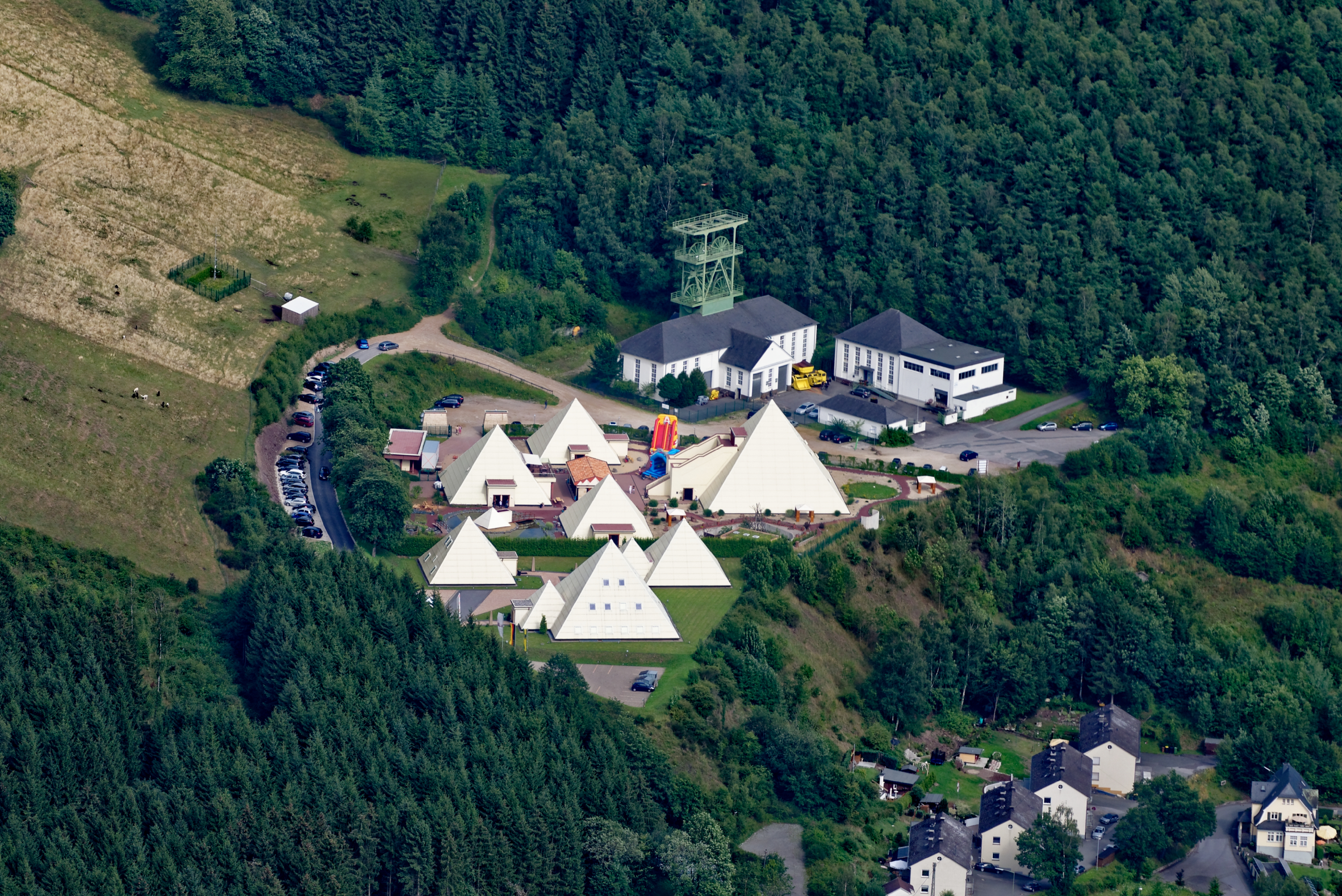
Luftbild vom Bergbaumuseum Siciliaschacht und den Sauerland-Pyramiden davor

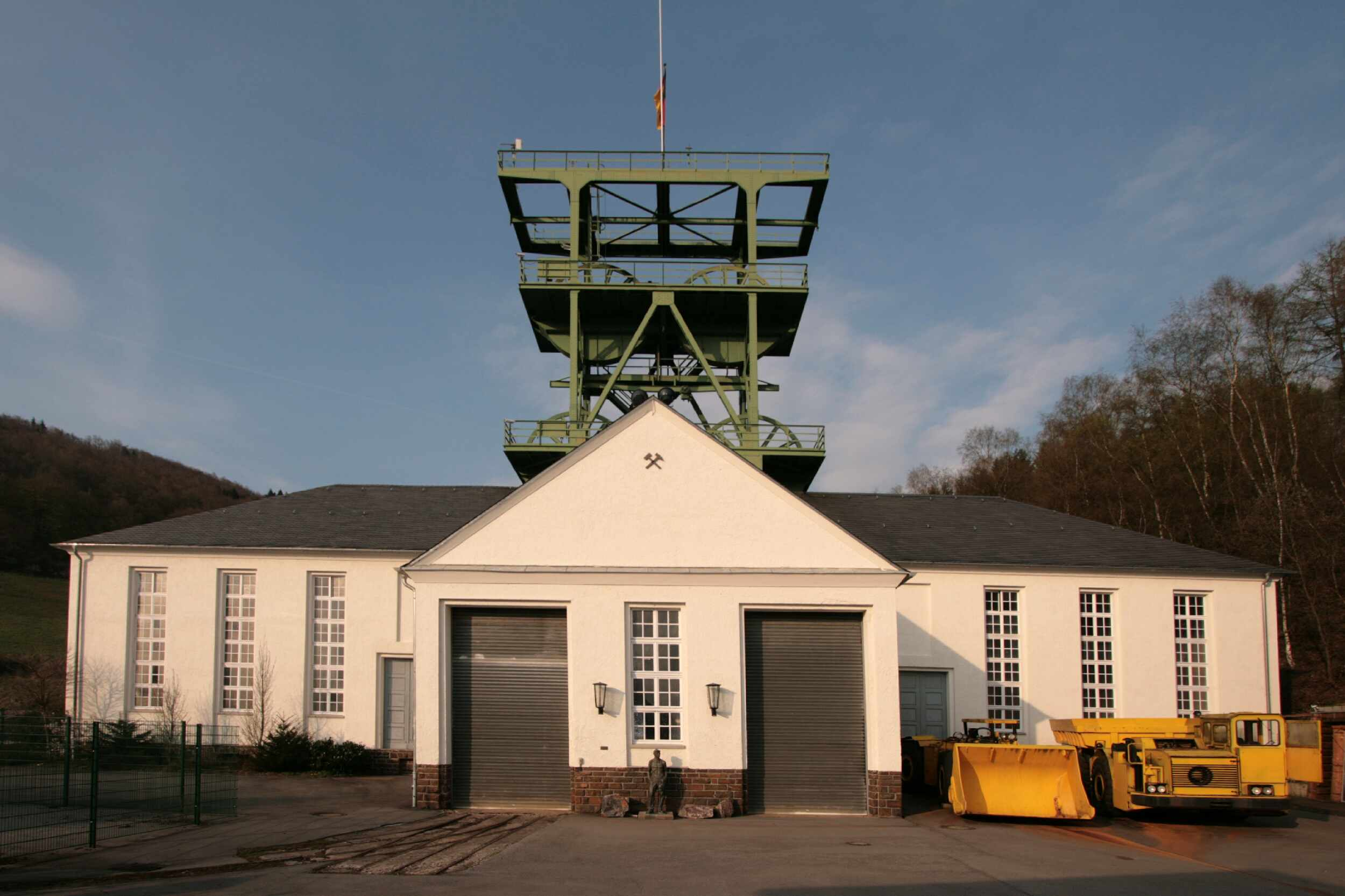
Ansicht Schacht und Maschinenhaus

Das Bergbaumuseum Siciliaschacht ist ein Bergbaumuseum im Stadtteil Meggen von Lennestadt. Zu sehen sind hier die ehemaligen Bergbauanlagen des Unternehmens Sachtleben.

## Geschichte

### Entwicklung des Bergbaus in Meggen
Seit den frühen 1850er Jahren wurde in der Gegend von Meggen Schwefelkies, nötig vor allem zur Produktion von Schwefelsäure, bergmännisch gewonnen. Es war damit eines der am frühesten aufgeschlossenen und bedeutendsten Vorkommen dieser Art in Deutschland. Aufschwung erfuhr der Betrieb vor allem mit dem Bau der Lennetalbahn in den 1860er Jahren. Nicht nur die chemische Industrie in Deutschland war auf diesen Rohstoff angewiesen, vielmehr gingen zeitweise fast zwei Drittel der Produktion in den Export. Einige englische Bergbauunternehmen erwarben sogar Gruben im Meggener Revier. Die Erschließung von billigeren portugiesischen Schwefelkiesvorkommen beendete den Exportboom und führte den Bergbau in Meggen und Halberbracht in eine erste Krise. Die englischen Gruben gingen in eine neu gegründete Gesellschaft über, die 1879 unter dem Namen Gewerkschaft Siegena gegründet wurde, benannt nach Siegen, dem Wohnort der Hauptanteilseigner. Daneben entstand als Zusammenschluss kleinerer Gewerkschaften in den 1850er Jahren die „Gewerkschaft Sicilia.“ Beide Unternehmen standen dabei in einer ständigen Konkurrenz miteinander, ehe sie 1880 begannen, in verschiedenen Punkten zusammenzuarbeiten.
Mit dem Aufschwung der chemischen Industrie während der Gründerjahre in Deutschland verbesserten sich die Absatzmöglichkeiten deutlich. Im Jahr 1871 gab es insgesamt 175 Gruben und 6 Erbstollen in der Gegend. Die große Depression seit Mitte der 1870er Jahre bedeutete einen erneuten wirtschaftlichen Rückschlag, auch wenn man zusätzlich begann, Schwerspat zu fördern. Erst nach 1900 ist eine Stabilisierung des Schwefelkiesabsatzes festzustellen.
In dieser Zeit entwickelte die Firma des Chemikers Rudolf Sachtleben ein Verfahren, um aus bislang nicht nutzbaren Überresten der Schwefelkiesgewinnung Lithopone zu produzieren. Für die von diesen betriebenen Fabriken wurden die Gruben im Sauerland zur wichtigsten Rohstoffquelle. Zunächst schloss Sachtleben nur einen Kooperationsvertrag mit den bestehenden Gewerkschaften. Im Jahr 1906 kam es zur Verschmelzung mit der Gewerkschaft Siegena unter der Firma „Gewerkschaft Sachtleben“ mit Sitz in Homberg/Rhein. Im Jahr 1913 erwarb Sachtleben die Mehrheit der Kuxe der Gewerkschaft Sicilia von dem Grafen Landsberg von Velen und Gemen und weiteren Anteilseignern. Beide Gewerkschaften blieben zwar eigenständige Rechtskörper wurden aber faktisch als ein Unternehmen betrieben. In den Jahren vor dem Ersten Weltkrieg lag die Jahresförderung bei 150.000–200.000 t.
Der Schwefelkies- und Schwerspatbergbau rund um Meggen und Halberbracht erlebte gerade auch wegen seiner kriegswichtigen Bedeutung (im Gegensatz zu fast allen anderen Sauerländer Bergbaubetrieben) im Ersten Weltkrieg einen erheblichen Aufschwung. Die Belegschaft stieg zwischen 1915 und 1918 von etwa 1500 auf fast 3000 Arbeiter an, und die Produktionsmenge lag bei 700.000 t. Während der Weimarer Republik erwarb die Frankfurter Metallgesellschaft AG einen Teil der Anteile an beiden Gewerkschaften. Diese konnten mit dieser finanziellen Unterstützung durch den Erwerb kleinerer Gruben den gesamten Abbau in einer Hand vereinen. Am Ende der 1920er Jahre waren die Gruben bei Meggen die führenden Schwerspat- und Schwefelkiesgruben der Welt. Der Anteil an der Weltproduktion von Schwerspat lag bei 22 Prozent und der Anteil an der deutschen Schwefelkiesproduktion bei 25 Prozent. Auch während des Zweiten Weltkrieges waren die Gruben kriegswichtig, und sie erlebten einen weiteren Aufschwung. 1943 wurden insgesamt über 4000 Arbeiter, darunter viele Zwangsarbeiter und Kriegsgefangene, beschäftigt und dadurch eine Jahresförderung von über 1 Million t erreicht. Wegen der schweren körperlichen Arbeit Unter Tage, schlechter Versorgung und Unterbringung in den Lagern (Meggen und Maumke), dazu Misshandlungen durch ortsansässige Aufseher überlebten nicht viele der Zwangsrekrutierten den Arbeitseinsatz. Hierzu ist der Sowjetische Ehrenfriedhof bereits 1945 errichtet worden.
Nach dem Zweiten Weltkrieg kam es mit Rationalisierungsmaßnahmen zwar zu einem massiven Personalabbau, aber der Bergbau blieb leistungsfähig, ehe seit den späten 1980er Jahren deutlich wurde, dass die Lagerstätten weitgehend erschöpft waren. Die endgültige Einstellung der Produktion erfolgte 1992. Die Förderung über den Siciliaschacht wurde am 31. März 1992 eingestellt, 250 Mitarbeiter waren betroffen.

### Gründung des Museums
Nachdem das Unternehmen Sachtleben die Grube Sicilia stillgelegt hatte, sollten die Anlagen zurückgebaut werden. Ehemalige Bergleute warben hingegen dafür, den Schacht als Wahrzeichen der Wirtschafts- und Sozialgeschichte Meggens dauerhaft zu erhalten. Auf ihre Veranlassung hin wurden der Förderturm, die beiden Maschinenhallen und die Fördermaschinen 1997 in die Denkmalliste der Stadt Lennestadt aufgenommen. 1998 kamen weitere Produktionsanlagen hinzu. Außerdem initiierten sie 1998 die Gründung des Förderverein „Bergbaudenkmäler in Lennestadt“, der Fördermittel in Höhe von 700.000 DM für die künftige Nutzung des Areals als Museum akquirierte. Die Stadt erwarb das Gelände und stellte es dem Förderverein zur eigenverantwortlichen Nutzung zur Verfügung. Von 1999 bis 2002 wurde der Bergbaubetrieb zu einem Museum umgebaut. Für ihre Verdienste um das Bergbaumuseum wurden Dietrich Wolff (2008) mit dem Verdienstkreuz am Bande und Bruno Heide (2013) mit der Verdienstmedaille des Verdienstordens der Bundesrepublik Deutschland ausgezeichnet.
Im Zuge der Regionale 2013 entstand neben den Bergbauanlagen das Siciliaplateau, eine Aussichtsplattform, die einen Blick über die Ortschaften Meggen und Maumke erlaubt. Außerdem wurde am Hang unterhalb des Bergbaumuseums ein Haldengarten angelegt, in dem ein Erlebnispfad zur Wirtschaftsgeschichte Meggens entstand.

## Ausstellung
Besichtigt werden können unter anderem die Schachthalle mit zwei Fördermaschinen sowie verschiedene Grubenfahrzeuge. In der ehemaligen Markenkontrolle ist ein Informationszentrum untergebracht, dessen Schwerpunkte auf dem Erzbergbau in Meggen und in ganz Deutschland sowie auf der Verwendung der Metalle liegt. Ein Einblick in die aktuelle Metall- und Elektroindustrie des Kreises Olpe rundet die Ausstellung ab.
Die Führungen werden von ehemaligen Bergleuten übernommen, die aus eigener Erfahrung berichten können. Das Museum ist sonntags von 15 bis 18 Uhr geöffnet. Im Jahr 2013 zählte der Förderverein etwa 3000 Museumsbesucher.

## Galerie

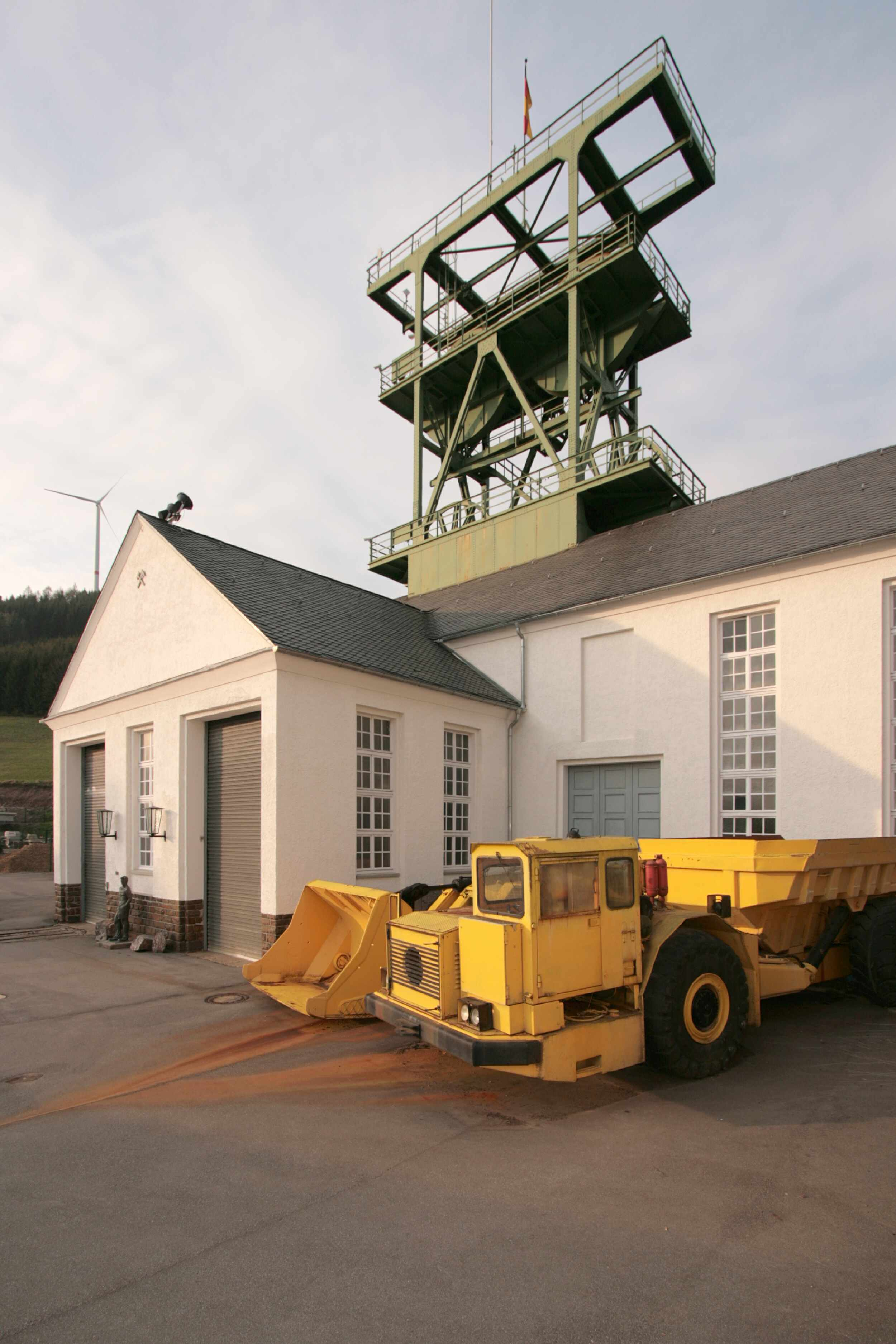
Schacht und Maschinenraum
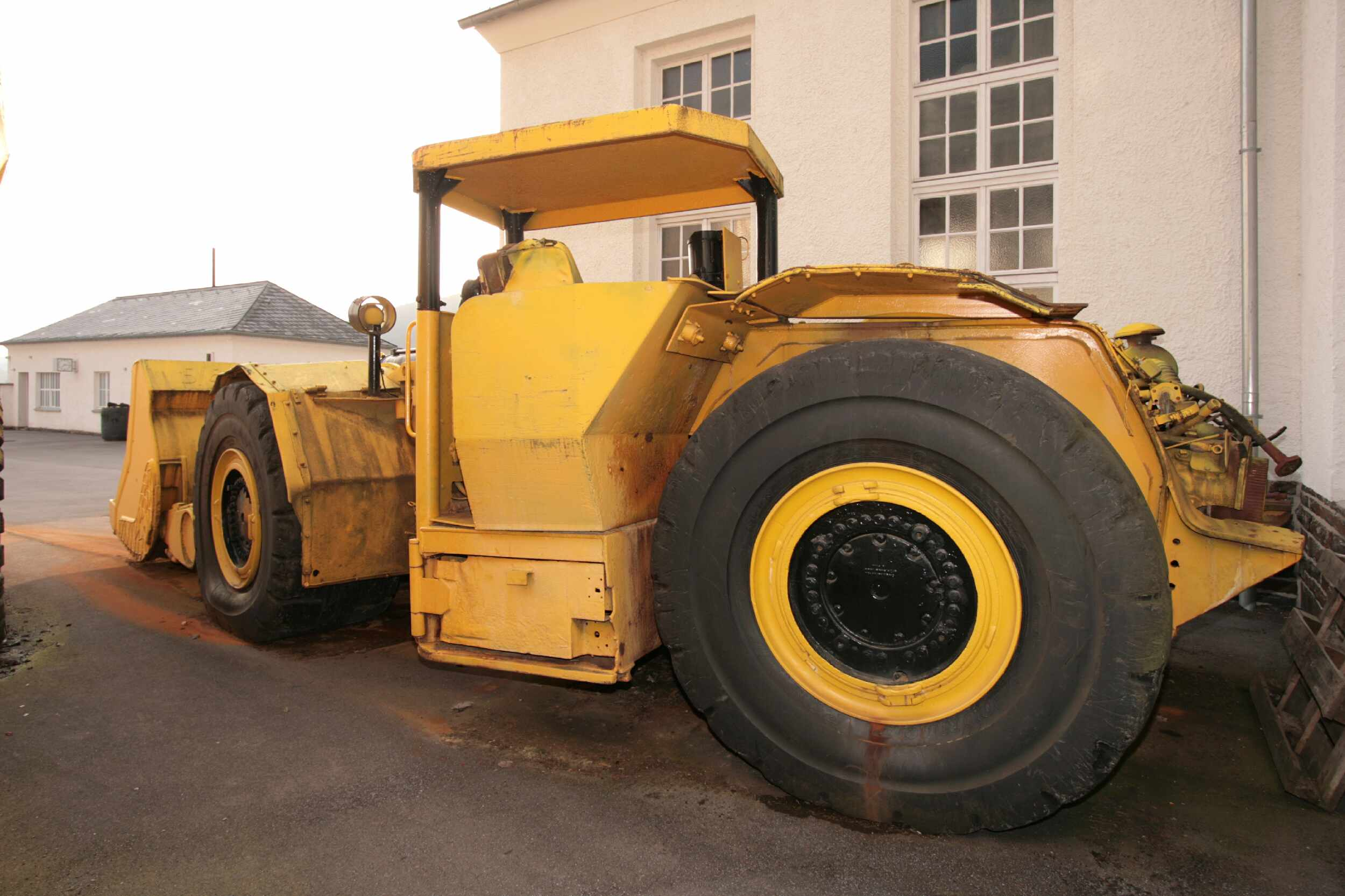
Radlader für Unter Tage
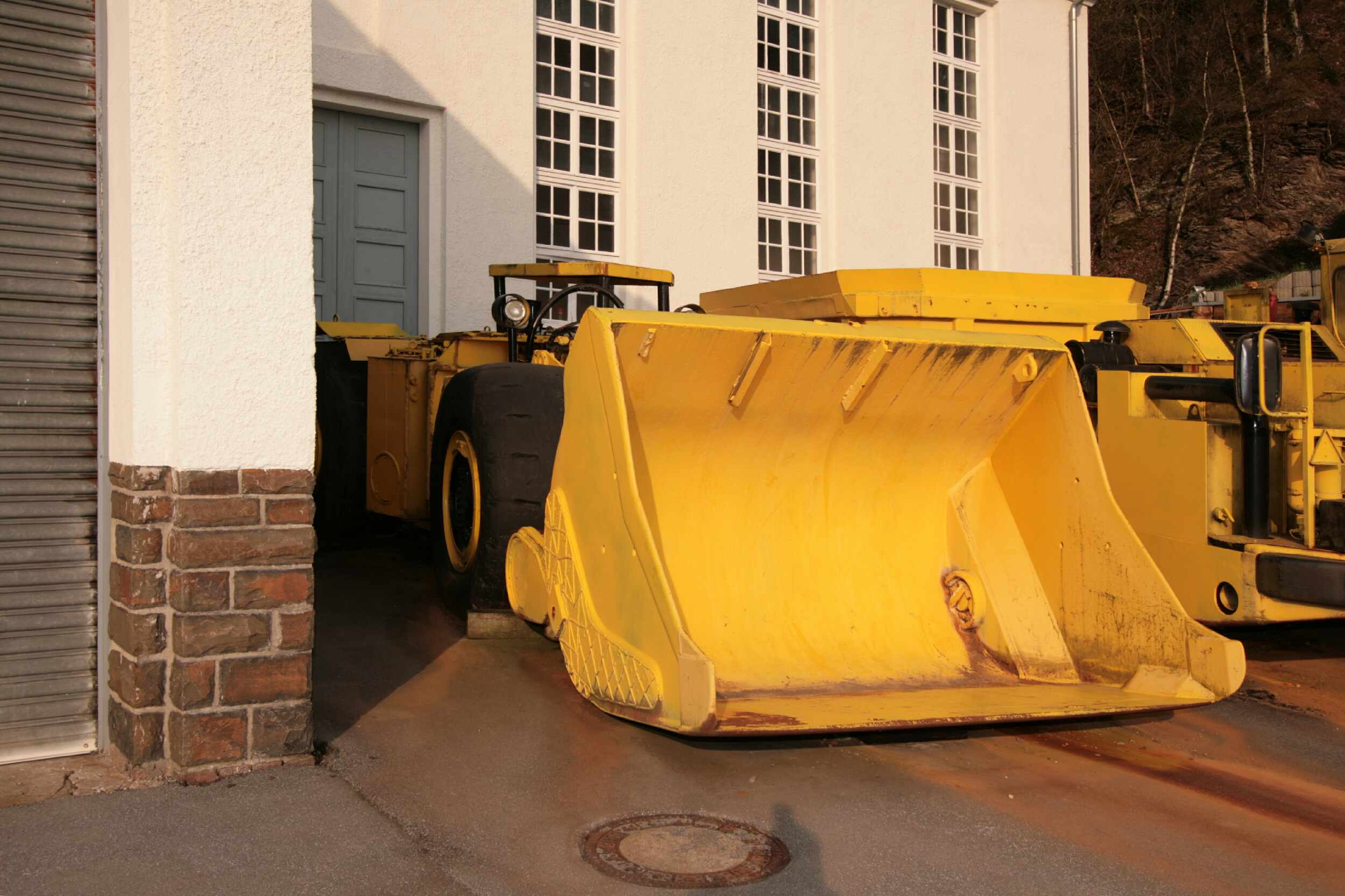
Schaufel des Radladers Inhalt:10 To
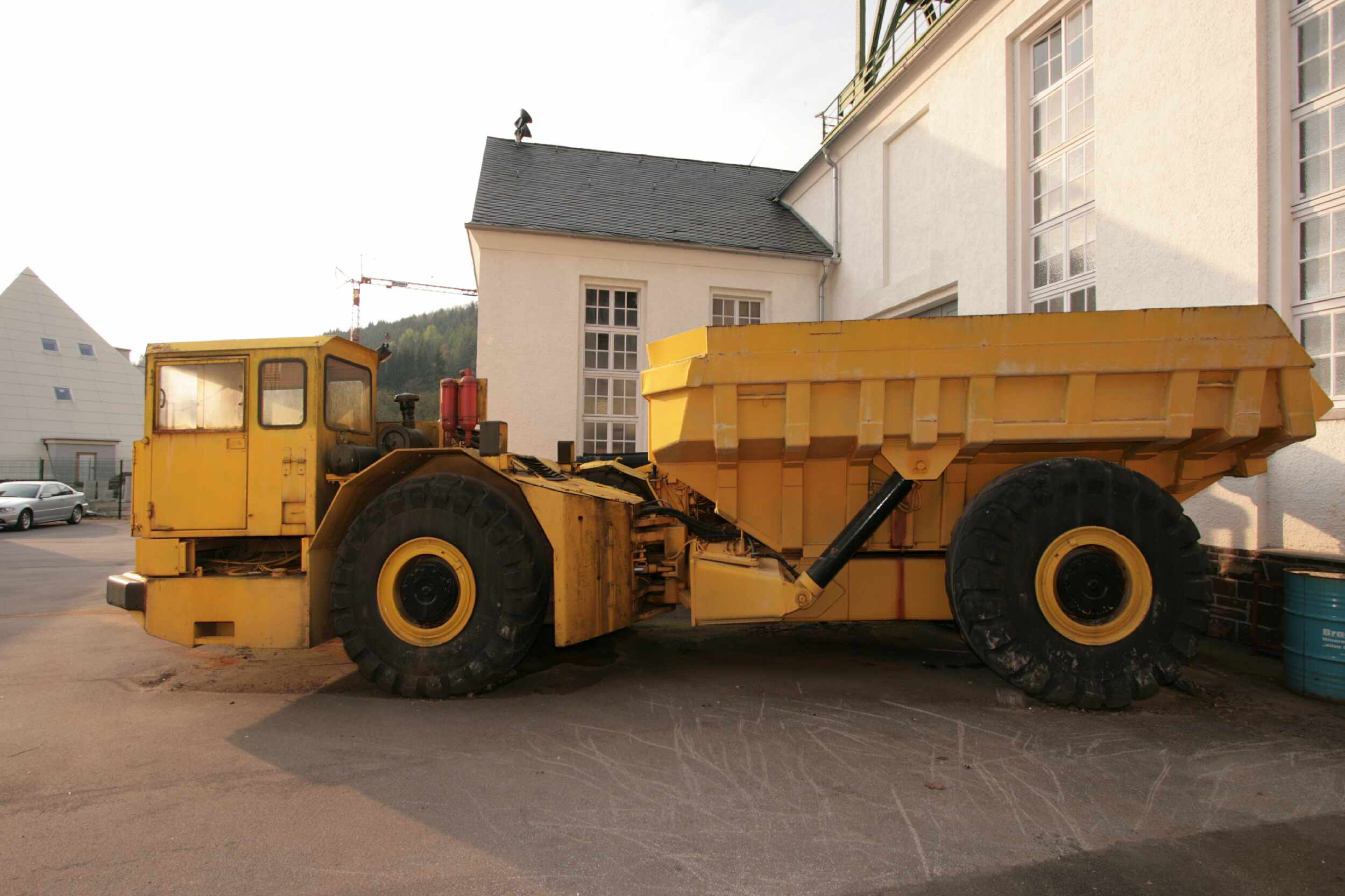
Muldenkipper für Unter Tage
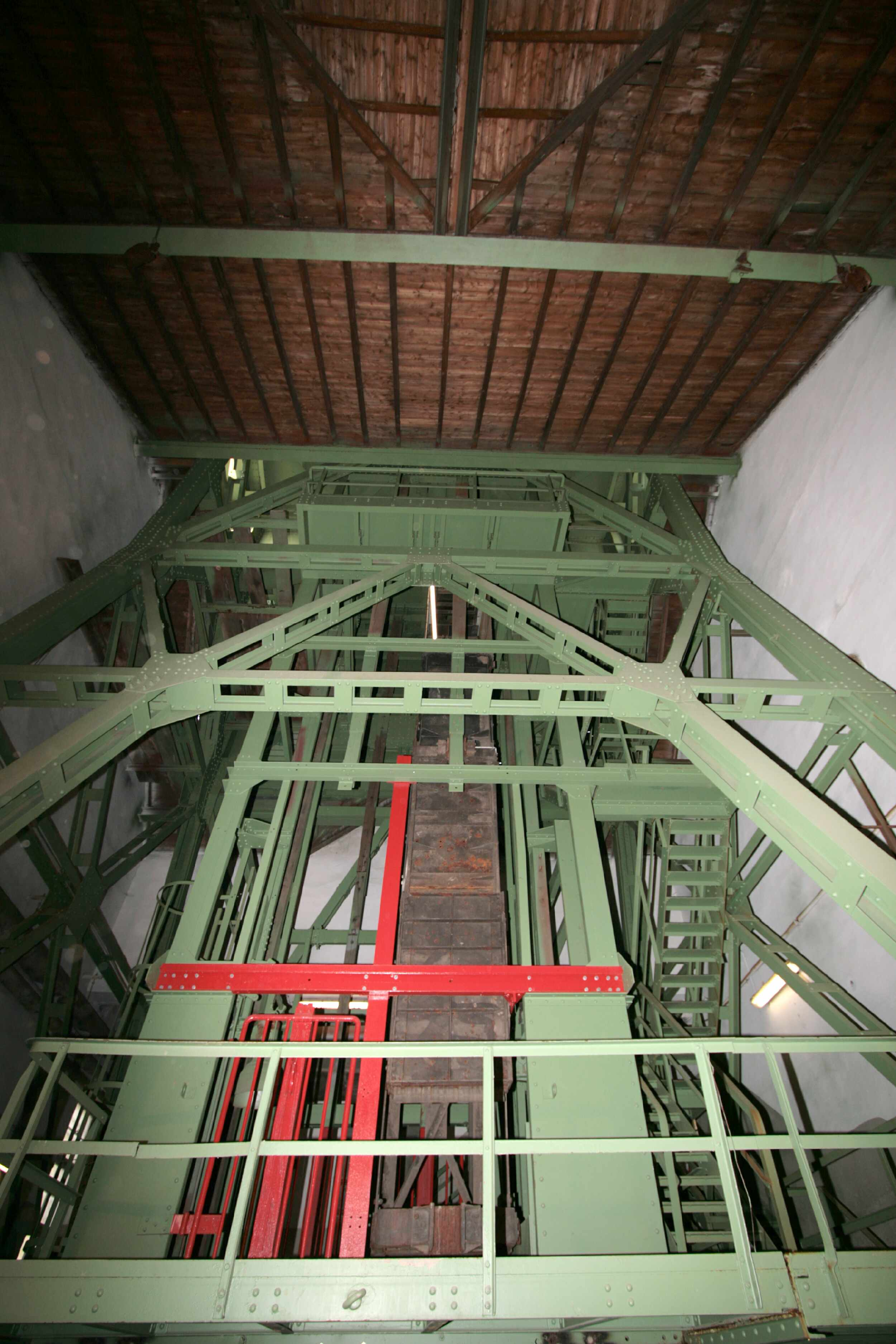
Schachtgerüst innen
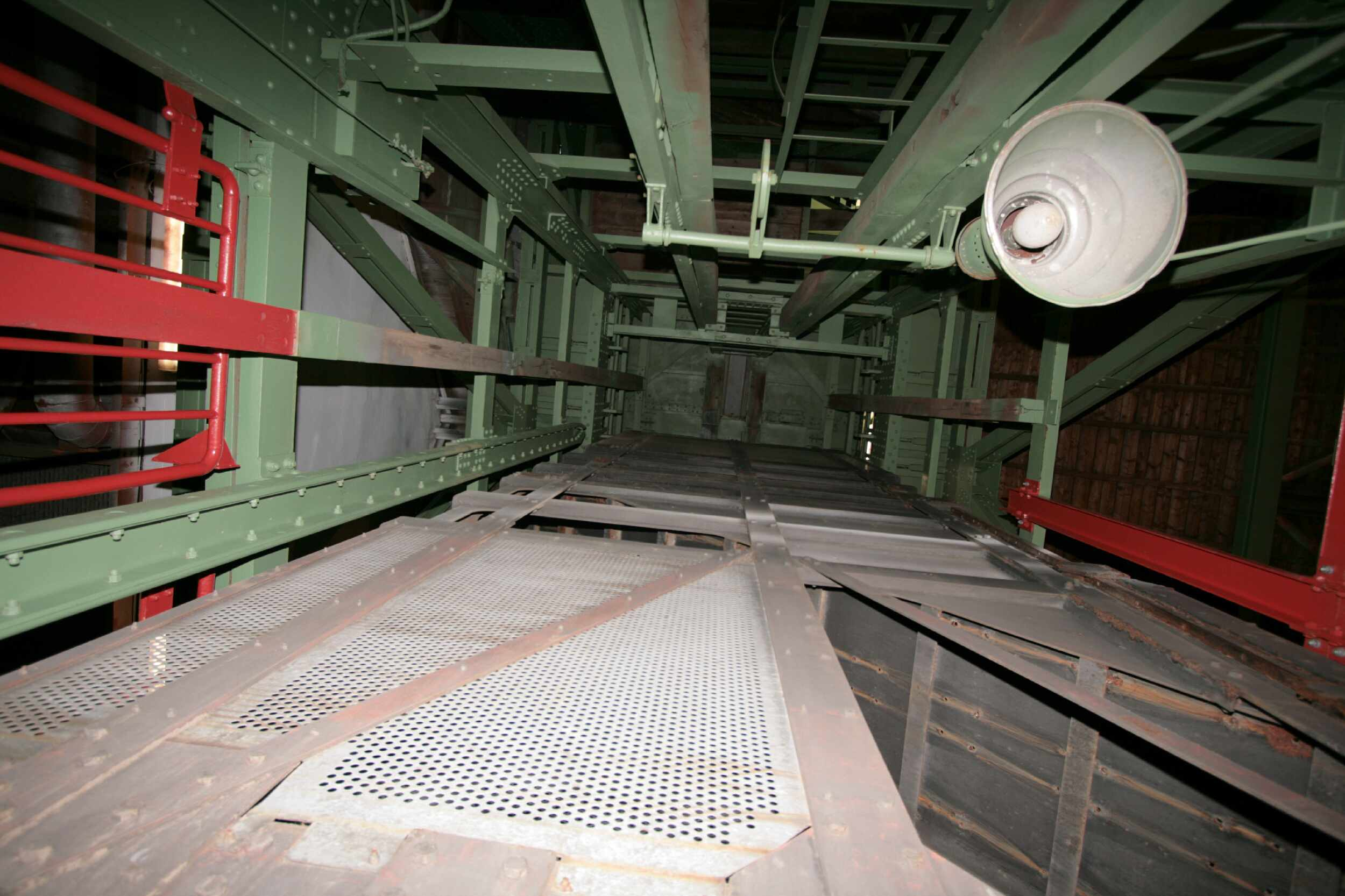
Schachtgerüst mit Korb
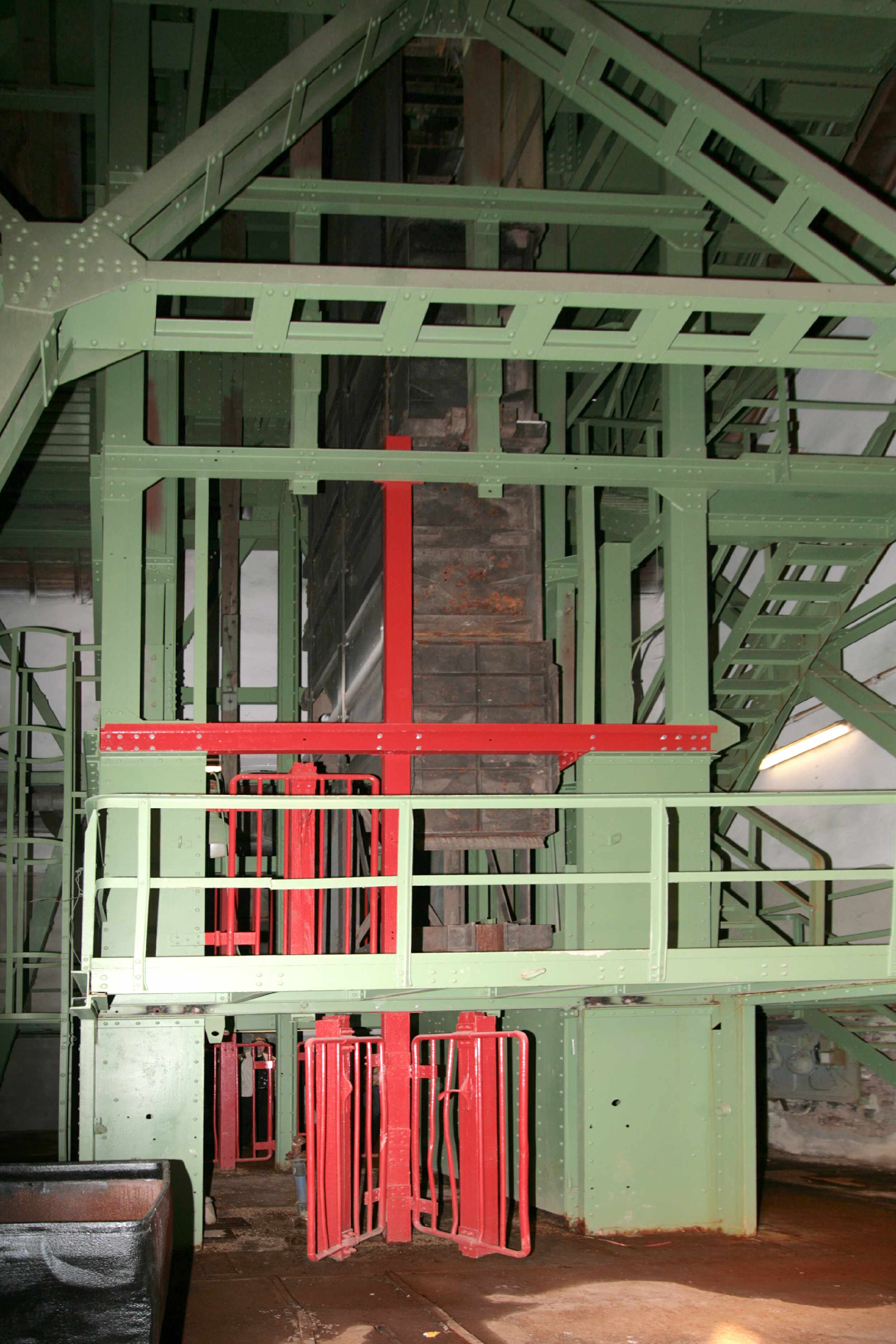
Schachtgerüst mit Korb
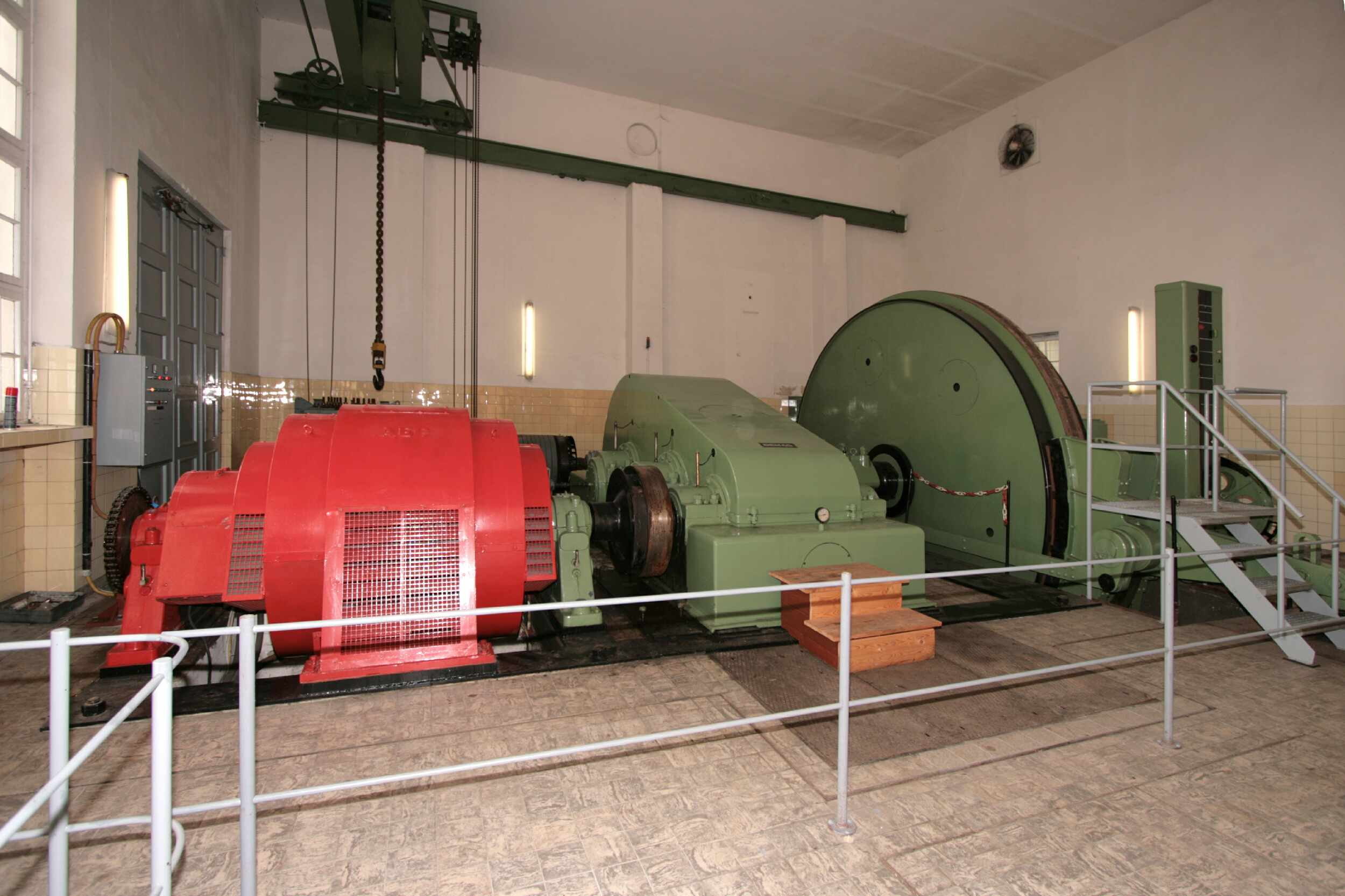
Maschinenraum
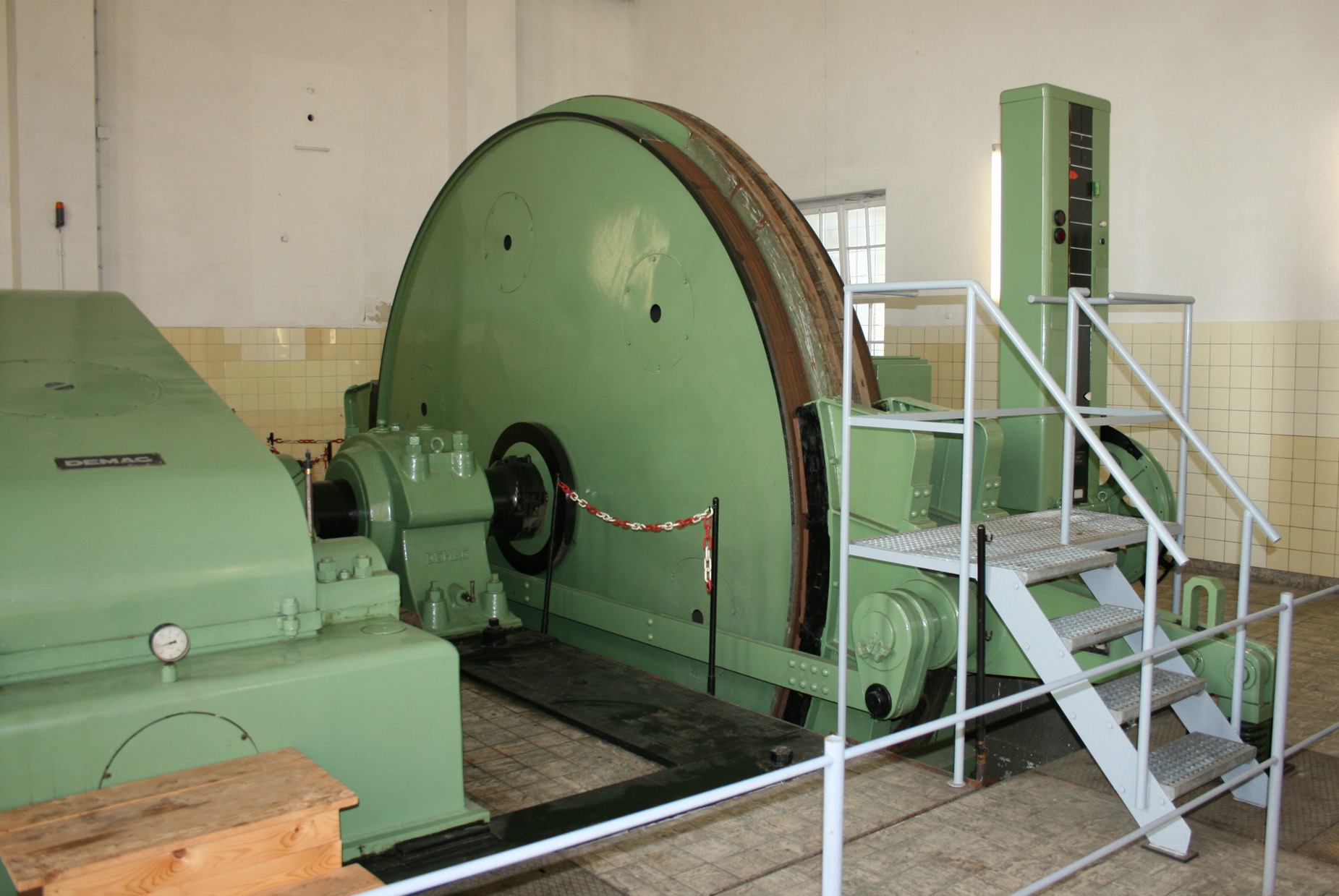
Treibscheibe der Fördermaschine
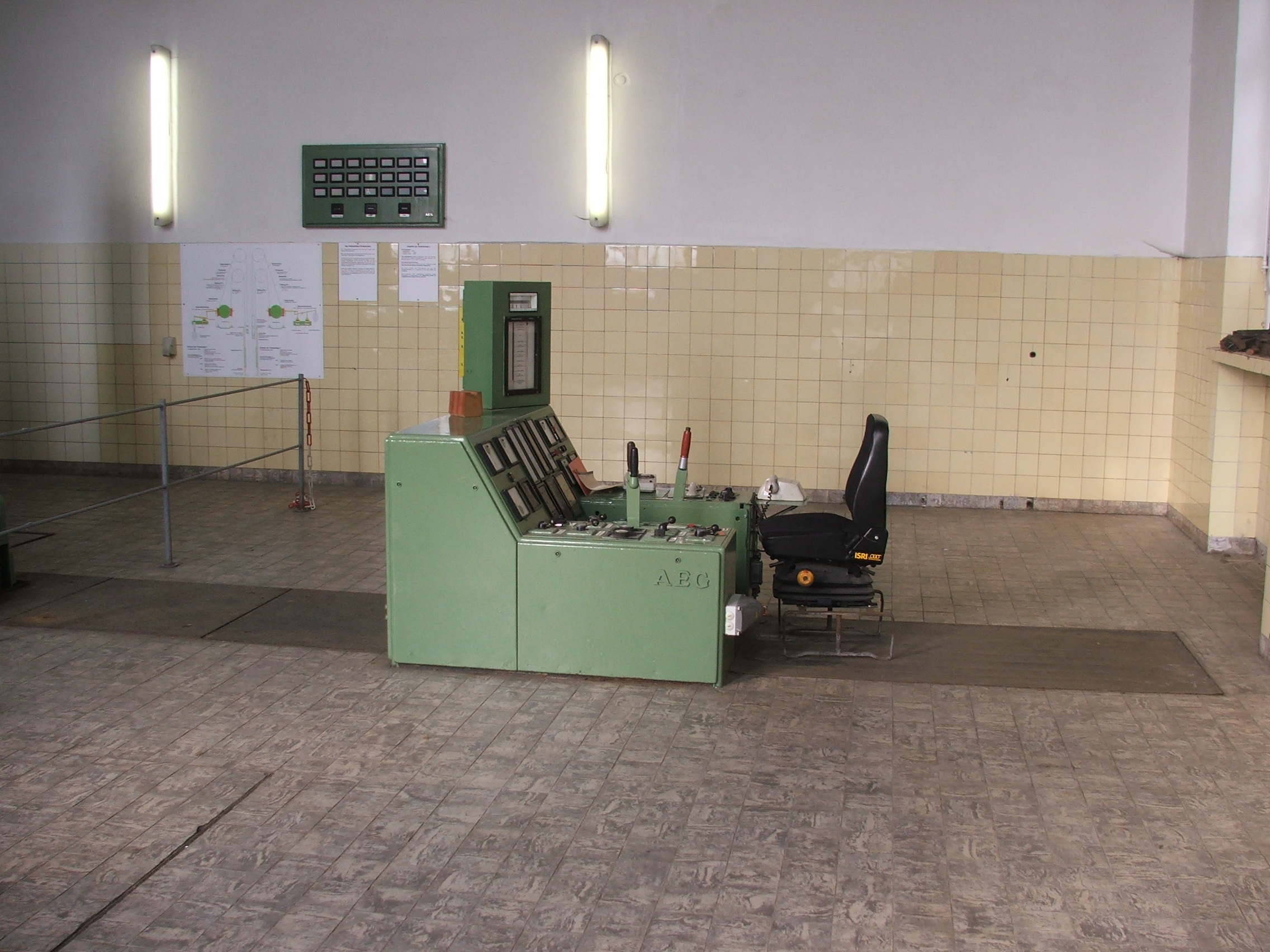
Steuerpult von AEG
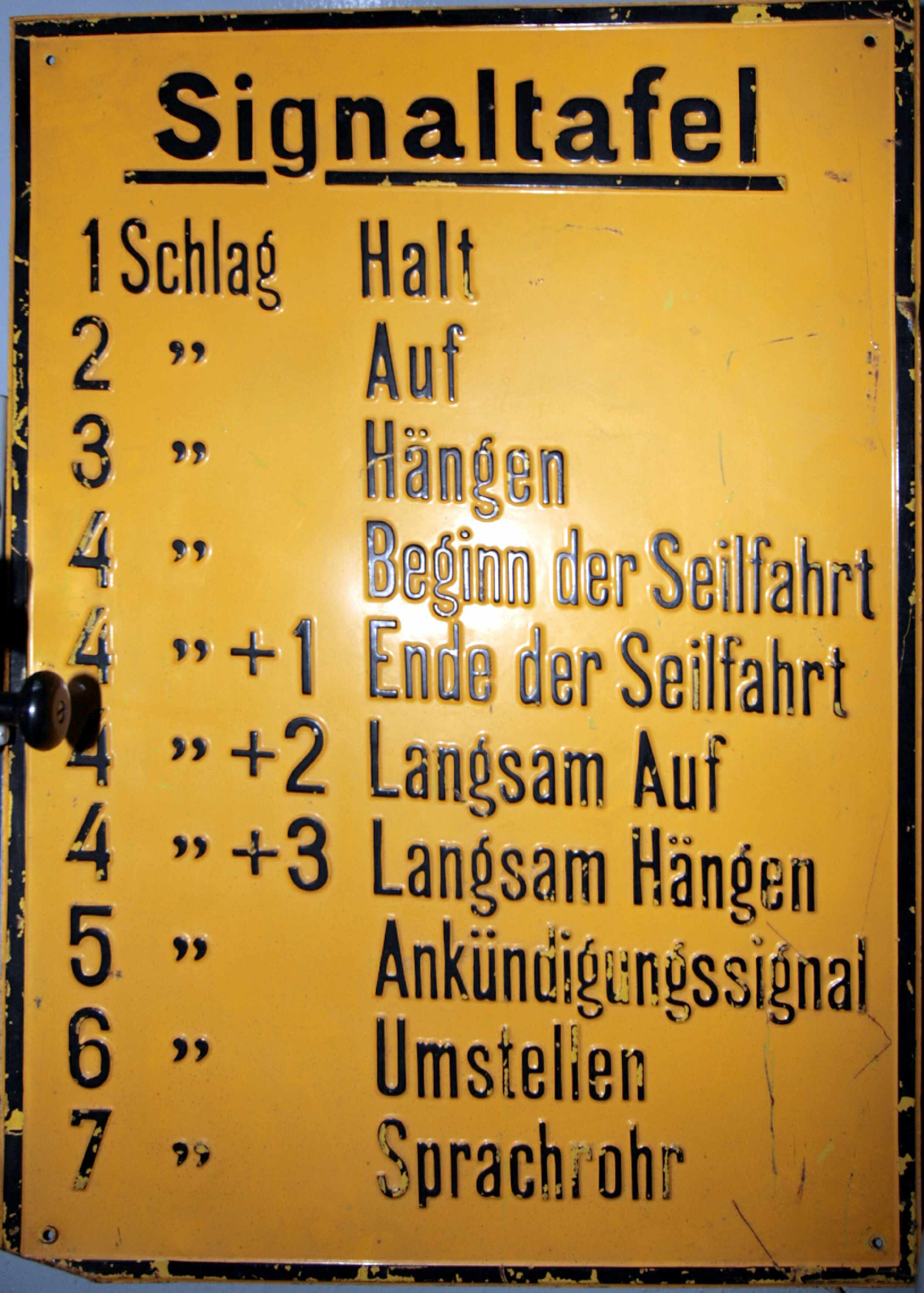
Signaltafel
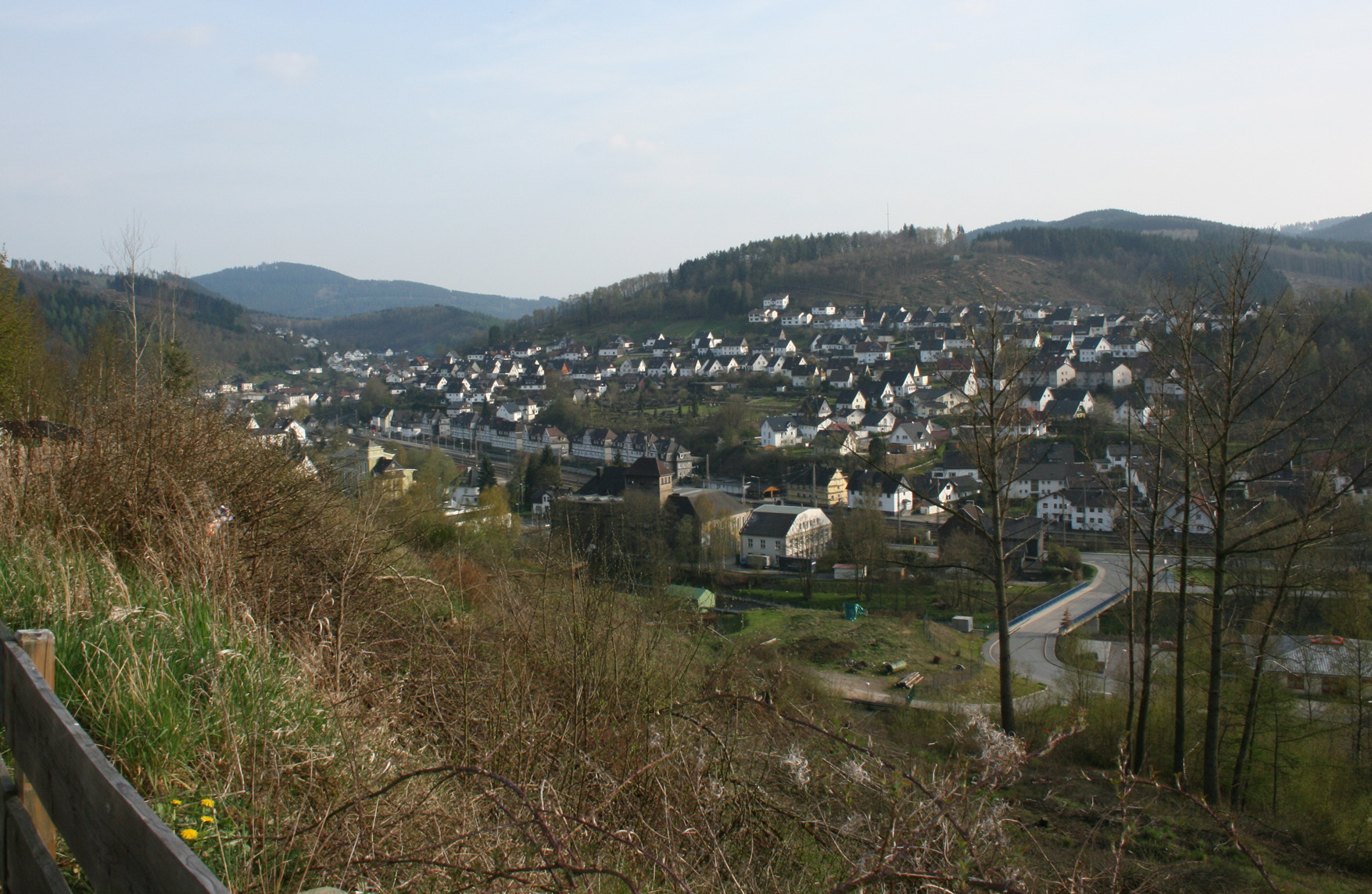
Blick auf Meggen vom Bergbaumuseum
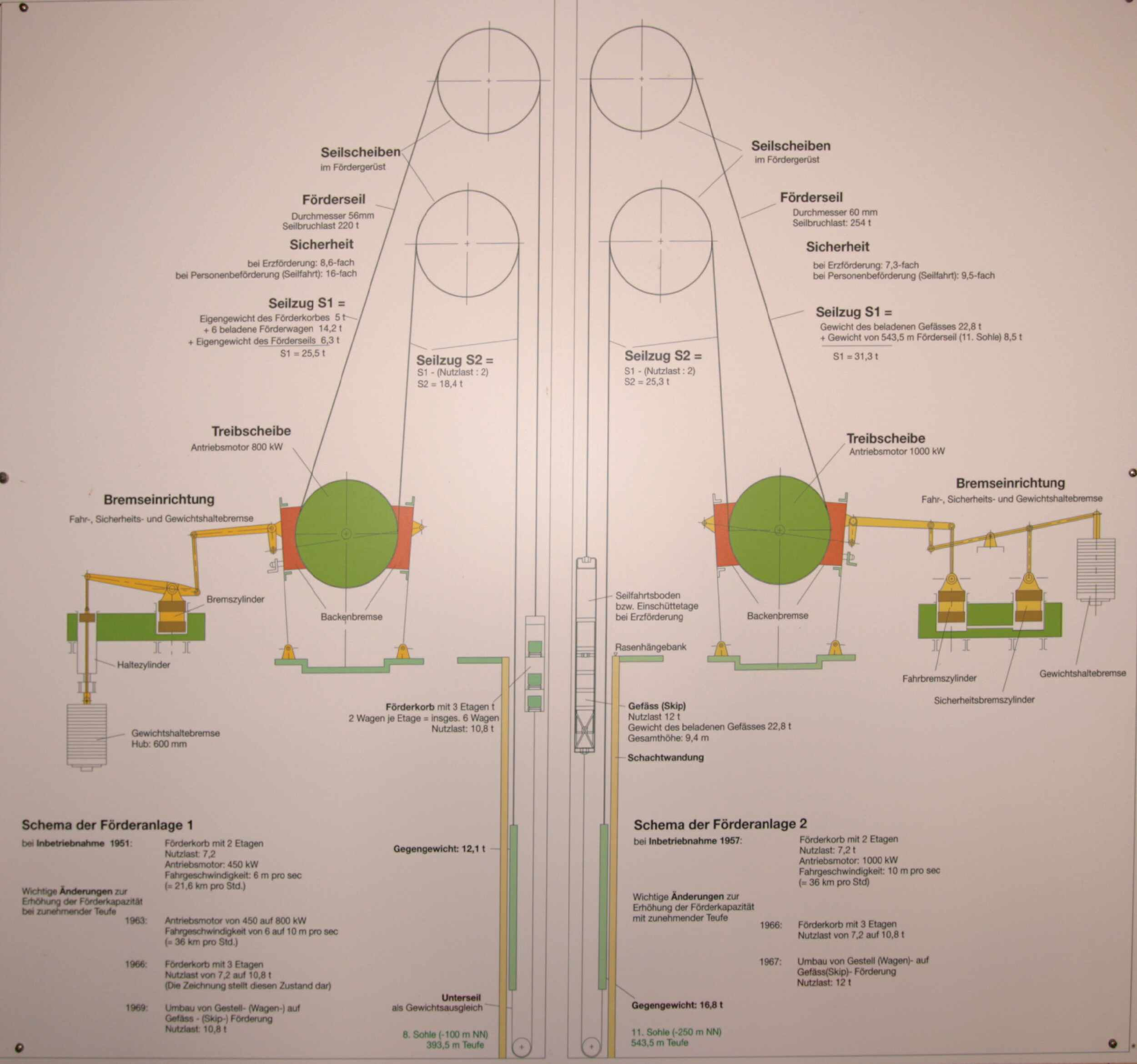
Schema der Förderanlage